# Velence
Velence est une ville de Hongrie dans le département de Fejér, au centre du pays. C'est une station balnéaire d'environ 5 000 habitants située sur les rives sud-est du lac de Velence.

## Nom
Le nom hongrois Velence désigne également la cité italienne de Venise. La différence est au niveau des suffixes : "à Venise" se dit Velencében tandis que "à Velence" se dit Velencén.

## Galerie

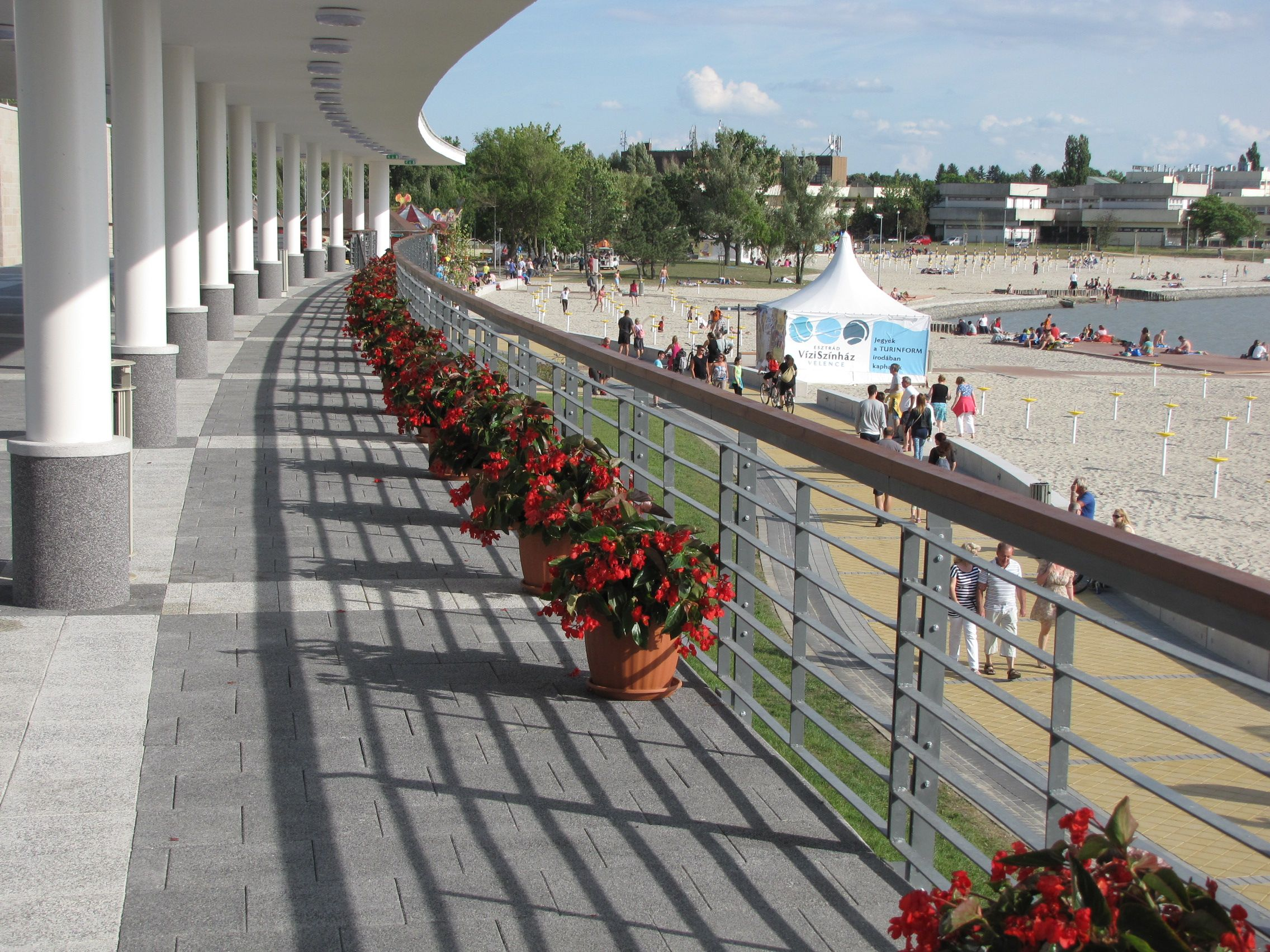
Station balnéaire de Velence
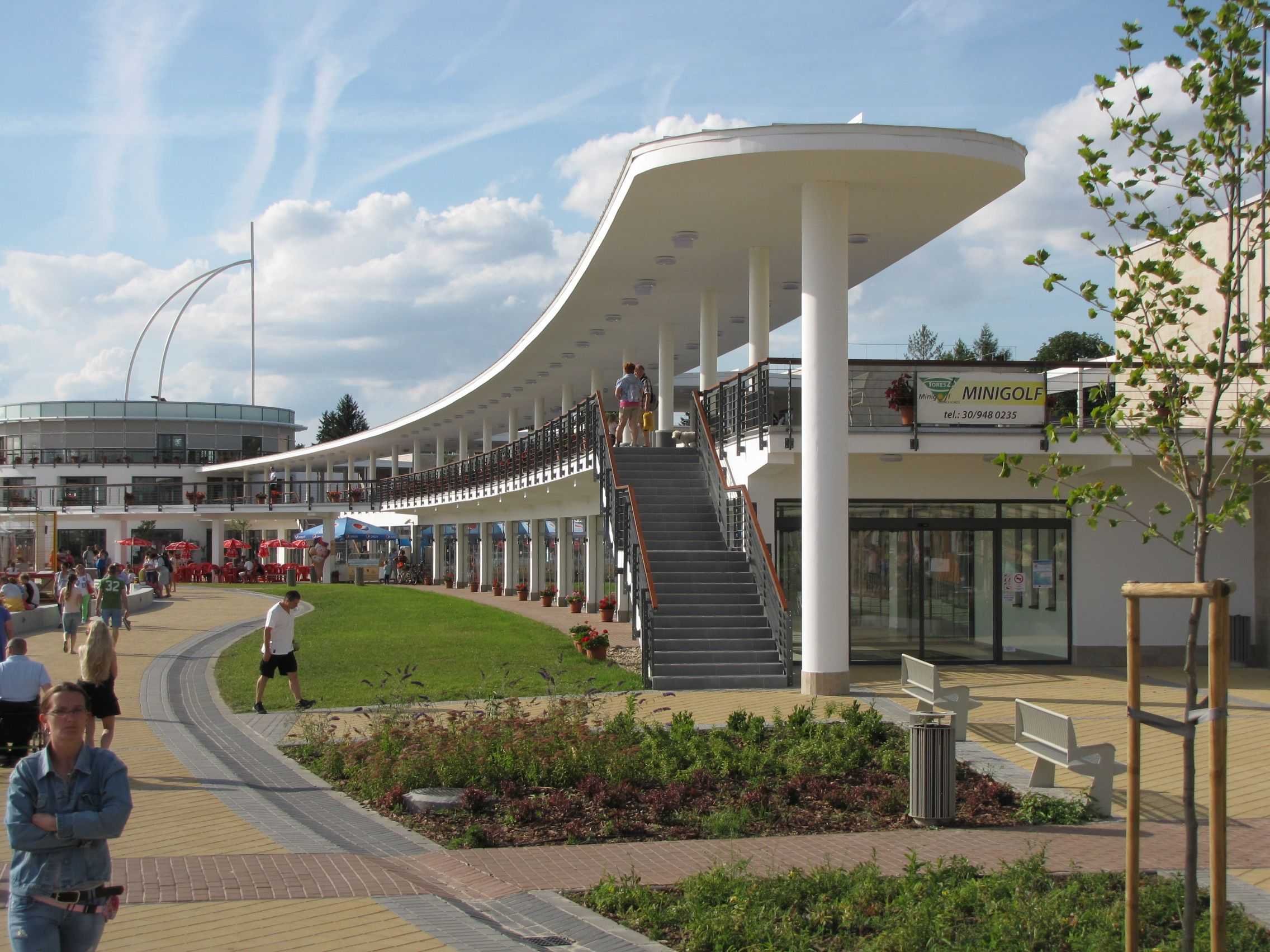
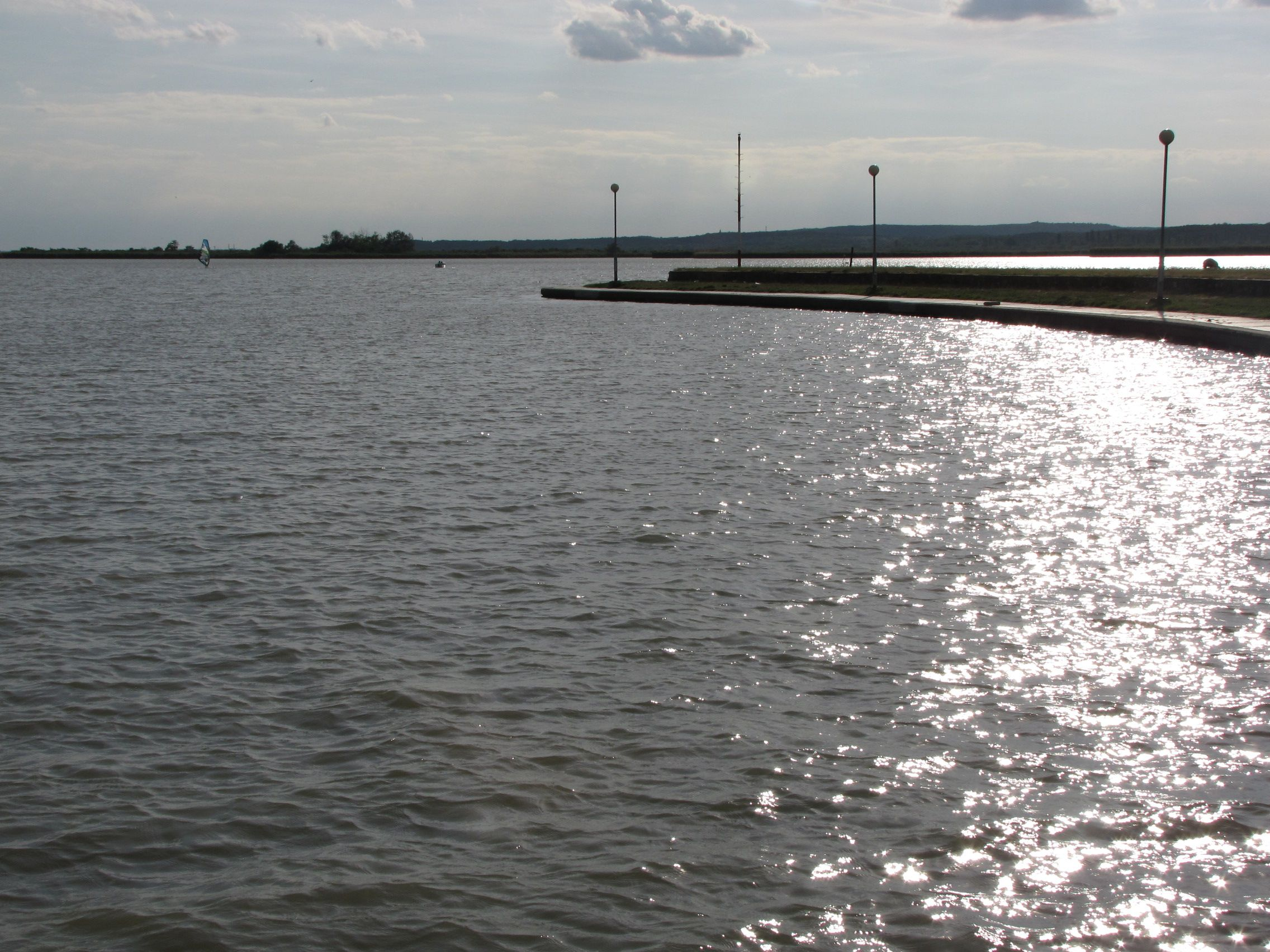
Vue du lac de Velence
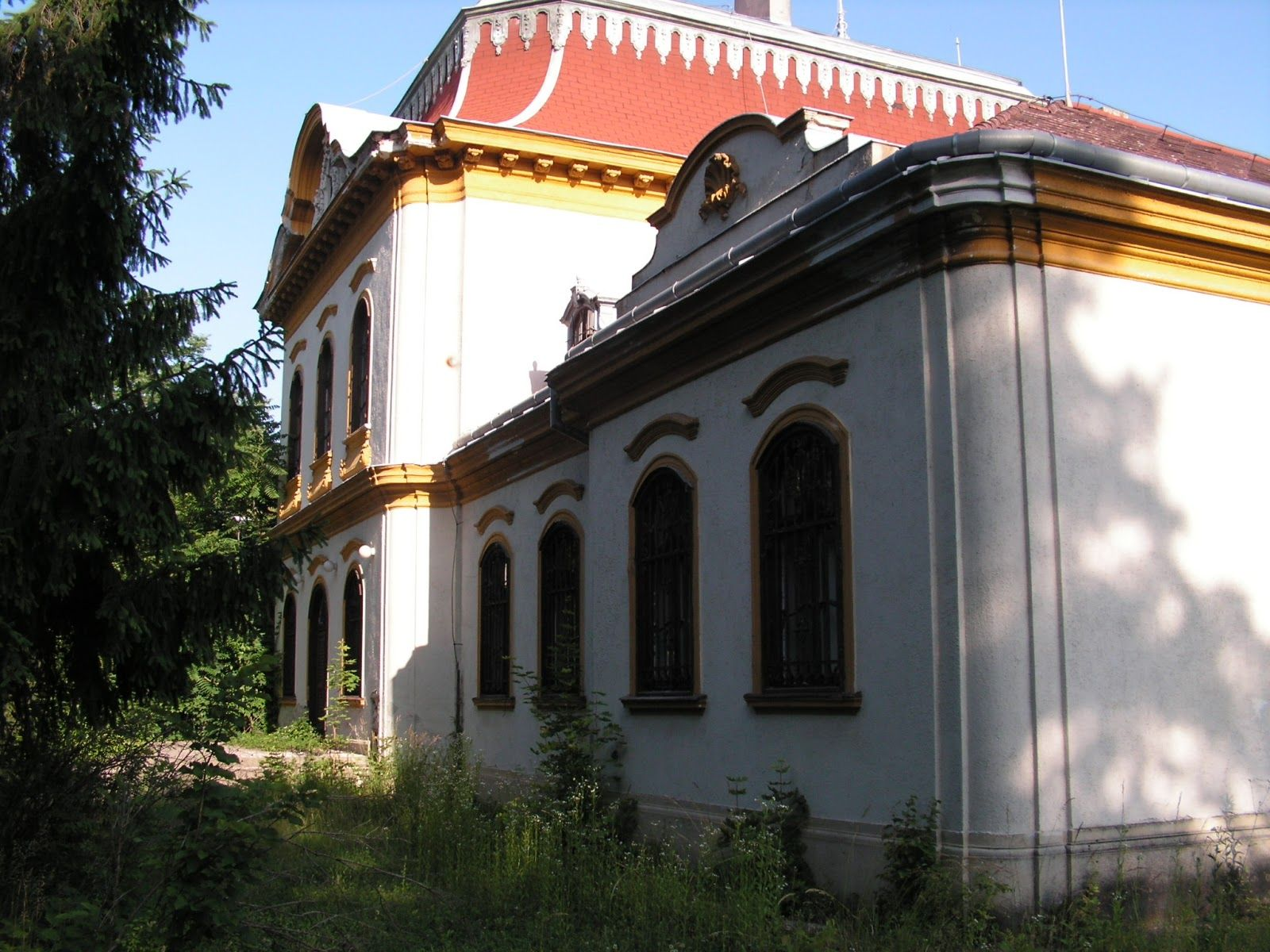
Palais Hauszmann-Gschwind de Velence
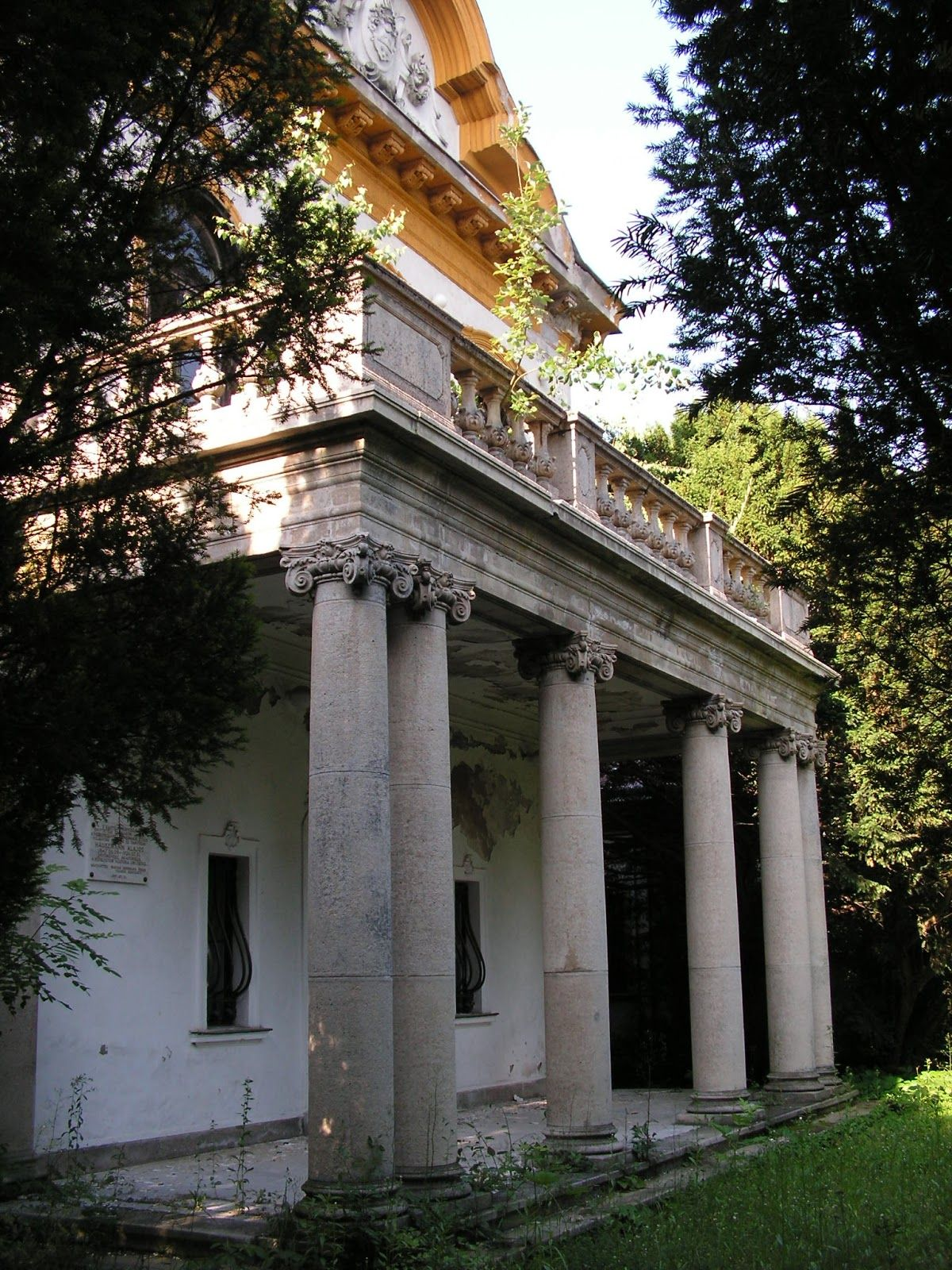